# David Klein (Kameramann)
David „Dave“ Klein (* Dezember 1972) ist ein US-amerikanischer Kameramann. Bekannt ist er vor allem durch seine langjährige Zusammenarbeit mit Regisseur Kevin Smith.

## Leben
David Klein wuchs in Idaho auf. Sein Vater weckte früh sein Interesse für die Fotografie und das Kino, als er seinem zwölfjährigen Sohn im Kino den Film Blade Runner zeigte.
Klein studierte an der University of Idaho in Moscow und später an der Vancouver Film School, wo er auf Kevin Smith und Scott Mosier traf. Mit beiden arbeitete er als Kameramann an den Filmen Clerks – Die Ladenhüter, Mallrats und Chasing Amy. In Clerks und Mallrats übernahm Klein auch mehrere Schauspielrollen. Bei Smiths nächstem Film Dogma setzte das Studio jedoch einen anderen Kameramann durch. Für Klein begann eine zehnjährige Phase, in der er gezwungen war, sich mit zahlreichen kleineren Projekten zu beschäftigen. Rückblickend bezeichnete er diese Zeit des stetigen Lernens und „Kämpfens“ als sehr bedeutsam für seine Entwicklung als Kameramann.
Später arbeitete Klein erneut mit Smith an Filmen wie Clerks 2, Zack and Miri Make a Porno, Cop Out – Geladen und entsichert und Red State. Danach wandte sich Klein verstärkt der Kameraarbeit für Fernsehserien zu. Er filmte unter anderem Episoden der Serien Reaper – Ein teuflischer Job, Pushing Daisies, Mr. Sunshine und True Blood. Seit der dritten Staffel der Agentenserie Homeland ist Klein deren hauptverantwortlicher Kameramann. Seine Arbeit an Homeland brachte ihm zwei Nominierungen für den Emmy ein, 2014 für die Episode The Star und 2016 für die Episode The Tradition of Hospitality. Eine weitere Nominierung erhielt er 2019 für die Kameraarbeit an Deadwood – Der Film. Für die Star-Wars-Serie The Mandalorian wirkte Klein bei mehreren Episoden als Kameramann der Second Unit. Bei der 14. Episode The Tragedy, die unter der Regie von Robert Rodriguez entstand, war er hauptverantwortlicher Kameramann.
Klein ist Mitglied der American Society of Cinematographers (A.S.C.).
Er ist seit dem Jahr 2001 mit der gelegentlich schauspielerisch tätigen Marnie Shelton verheiratet.

## Filmografie (Auswahl)
- 1994: Clerks – Die Ladenhüter (Clerks)
- 1995: Mallrats
- 1997: Chasing Amy
- 1999: When
- 1999: Carlo’s Wake
- 2000: Eyes to Heaven
- 2000: Vulgar
- 2001: Wish You Were Dead
- 2002: Tattoo, a Love Story
- 2004: Roomies
- 2005: The Ape
- 2005: Fool’s Gold
- 2005–2007: Flight 29 Down (Fernsehserie, 12 Episoden)
- 2006: Zyzzyx Road
- 2006: Clerks 2 (Clerks II)
- 2006: Novel Romance
- 2007: By Appointment Only (Fernsehfilm)
- 2007: Good Time Max
- 2007: Flight 29 Down: The Hotel Tango (Fernsehfilm)
- 2007: Reaper – Ein teuflischer Job (Reaper, Fernsehserie, 1 Episode)
- 2008: Zack and Miri Make a Porno
- 2008: Living with Abandon (Fernsehfilm)
- 2008–2009: Pushing Daisies (Fernsehserie, 3 Episoden)
- 2010: Cop Out – Geladen und entsichert (Cop Out)
- 2010: Die Fünf (The Five)
- 2011: Red State
- 2011: Mr. Sunshine (Fernsehserie, 1 Episode)
- 2011: Honey 2 – Lass keinen Move aus (Honey 2)
- 2011–2014: True Blood (Fernsehserie, 19 Episoden)
- 2012: The Story of Luke
- 2013–2020: Homeland (Fernsehserie, 57 Episoden)
- 2015: Runner (Fernsehfilm)
- 2017: Six (Fernsehserie, 2 Episoden)
- 2017: Law & Order True Crime (Fernsehserie, 2 Episoden)
- 2018: Strange Angel (Fernsehserie, 2 Episoden)
- 2019: Deadwood – Der Film (Deadwood: The Movie, Fernsehfilm)
- 2020: The Mandalorian (Fernsehserie, 1 Episode als DoP, 7 Episoden als Second Unit Kameramann)